# سخت کار کن یا برو خانه
«سخت کار کن یا برو خانه» (به انگلیسی: Go Hard or Go Home) ترانه‌ای از رپر آمریکایی ویز خلیفه و رپر استرالیایی ایگی آزیلیا می‌باشد که در سریع و خشمگین ۷: موسیقی متن اصلی فیلم (۲۰۱۵) قرار دارد. در ۱۷ فوریهٔ سال ۲۰۱۵ با پیش‌سفارش آلبوم از آی‌تیونز استور، این اثر در دسترس قرار گرفت. نسخهٔ دوم این ترانه با عنوان «سخت کار کن یا برو خانه بخش ۲» با حضور خلیفه، فرنچ مونتانا، تری سانگز و تای دولا ساین به‌عنوان قطعهٔ جایزه در نسخهٔ دیلاکس موسیقی‌متن ارائه شد.